# ماتیاس امیلیو دلگادو
ماتیاس امیلیو دلگادو (انگلیسی: Matías Emilio Delgado؛ زادهٔ ۱۵ دسامبر ۱۹۸۲) بازیکن فوتبال اهل آرژانتین است.
از باشگاه‌هایی که در آن بازی کرده‌است می‌توان به باشگاه فوتبال بشیکتاش، باشگاه فوتبال بازل، باشگاه فوتبال الجزیره امارات، باشگاه فوتبال ریور پلاته، اشاره کرد.